# Eero Järnefelt

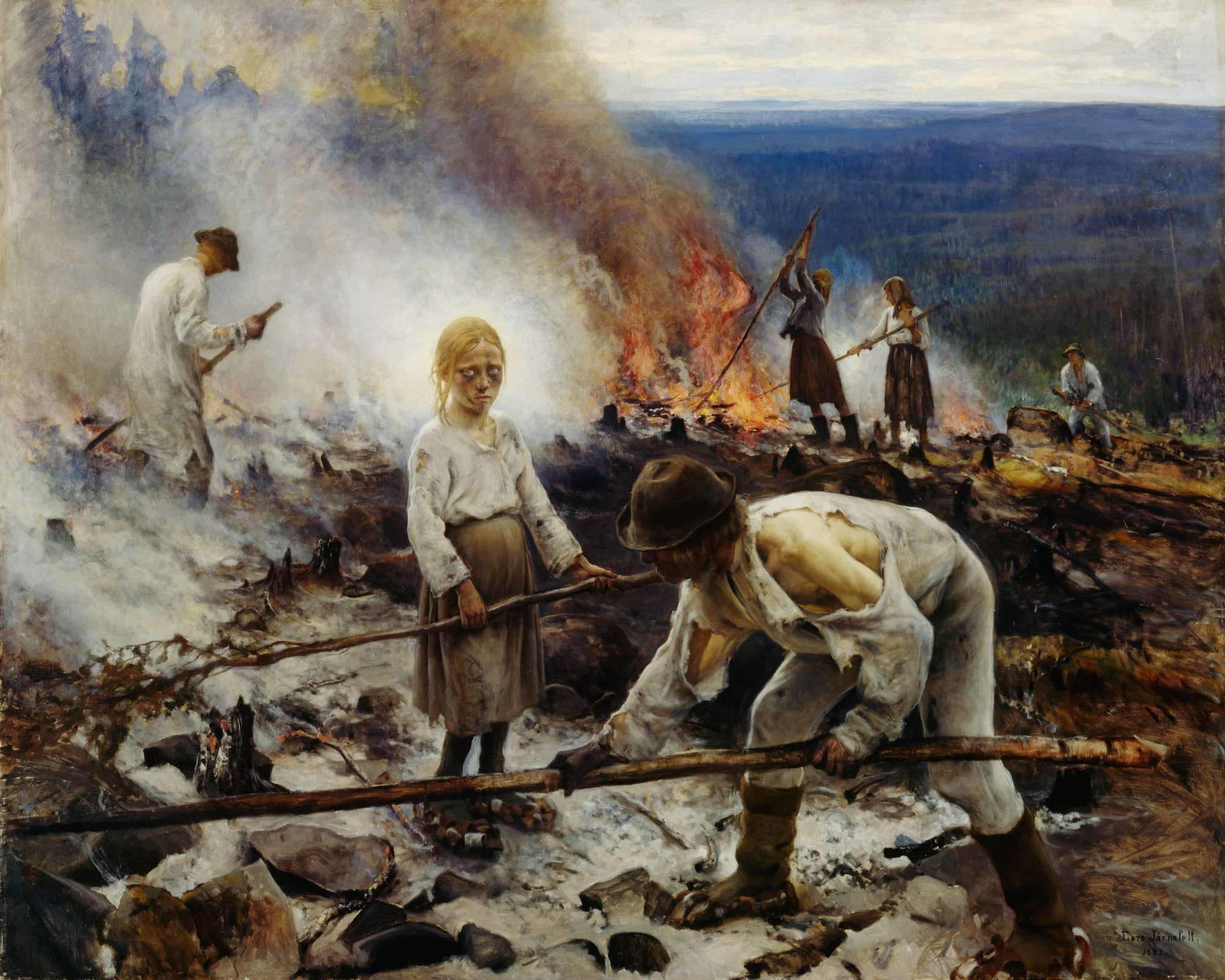
Eero Järnefelt, Raatajat rahanalaiset, 1893. Fińska Galeria Narodowa.

Eero Erik Nikolai Järnefelt (ur. 8 listopada 1863 w Wyborgu, zm. 15 listopada 1937 w Helsinkach) – fiński malarz, przedstawiciel realizmu.
Był jednym z dziewięciorga dzieci Elisabeth Järnefelt (1839–1929), pochodzącej z bałtycko-niemieckiej rodziny Clodt von Jürgensburg i nazywanej „matką literatury fińskiej” oraz Alexandra Järnefelta (1833–1896), urodzonego niedaleko Wyborga i wywodzącego się z rodziny szwedzkojęzycznych Finów topografa, generała porucznika armii rosyjskiej i senatora, który jako jeden z pierwszych podniósł sprawę uczynienia języka fińskiego (nauczył się go w dzieciństwie) językiem urzędowym kraju Finów oraz językiem inteligencji. Jego braćmi byli m.in. pisarz Arvid Järnefelt (1861–1932) i malarz Armas Järnefelt, a siostrą Aino Järnefelt (1871–1969), która poślubiła kompozytora Jeana Sibeliusa.
Studiował w petersburskiej Akademii Sztuk Pięknych do 1886 roku, a następnie w Paryżu.
Tworzył portrety pejzaże, malował sceny z życia fińskiej wsi oraz realistyczne obrazy rodzajowe (Powrót z lasu z jagodami, 1888). Uprawiał także malarstwo ścienne (Uniwersytet Helsiński, 1916–1920).